# Gulryggig bergtangara
Gulryggig bergtangara (Cnemathraupis aureodorsalis) är en fågel i familjen tangaror inom ordningen tättingar.

## Utseende och läte
Gulryggig bergtangara är en stor (22,5 cm) tangara med uppseendeväckande fjäderdräkt. Den är svart på huvud, bröst och rygg, mörkblå på hjässa och nacke och guldgul med kastanjebruna fläckar på resten av ovansidan. Undersidan är guldgul med kastanjebrunt på undergumpen. Vingar och stjärt är svarta, med blått på mindre vingtäckarna. Näbben är tjock och svart. Sången är en komplex serie med visslande och morrande toner, medan lätena återges i engelsk litteratur som "chit", "weet" och "steet".

## Utbredning och systematik
Fågeln förekommer i Anderna i centrala Peru (östra La Libertad till San Martín och Huánuco). Den behandlas som monotypisk, det vill säga att den inte delas in i några underarter.

### Släktestillhörighet
Den placerades tidigare i släktet Buthraupis, men DNA-studier visar att arterna inte är varandras närmaste släktingar. gulryggig och svartstrupig bergtangara har därför lyfts ut till det egna släktet Cnemathraupis.

## Status
IUCN kategoriserar arten som starkt hotad.